# بيتي لو جيرسون
بيتي لو جيرسون (بالإنجليزية: Betty Lou Gerson)‏ هي ممثلة أمريكية، ولدت في 20 أبريل 1914 بتشاتانوغا في الولايات المتحدة، وتوفيت في 12 يناير 1999 بلوس أنجلوس في الولايات المتحدة بسبب سكتة. بدأت مشوارها المهني سنة 1935، ومن الجوائز التي نالتها دزني ليجندز (اساطير دزني) سنة 1996.

## أعمال

### أفلام
- (1950) سندريلا[6][7][8][9]
- (1961) مئة مرقش ومرقش[10][11][12][13]
- (1964) ماري بوبينز[14][15][16]

## جوائز
- دزني ليجندز (اساطير دزني) (1996)

## وصلات خارجية
- بيتي لو جيرسون على موقع IMDb (الإنجليزية)
- بيتي لو جيرسون على موقع روتن توميتوز (الإنجليزية)
- بيتي لو جيرسون على موقع أول موفي (الإنجليزية)
- بيتي لو جيرسون على موقع قاعدة بيانات الفيلم (الإنجليزية)